# جوليان دي غوزمان
جوليان بوبي دي جوزمان (بالإنجليزية: Julien Bobby de Guzman)‏ (مواليد 25 مارس 1981 في تورونتو) لاعب كرة قدم كندي دولي يجيد اللعب في خط الوسط . يلعب حاليا لصالح نادي تورونتو الكندي منذ 2009 .

## روابط خارجية
- جوليان دي غوزمان على موقع الاتحاد الدولي (مؤرشف)  (الإنجليزية)
- جوليان دي غوزمان على موقع الدوري الأمريكي (الإنجليزية)
- جوليان دي غوزمان على موقع قاعدة بيانات كرة القدم.إي يو (الإنجليزية)
- جوليان دي غوزمان على موقع ناشيونال فوتبول تيمز (الإنجليزية)
- جوليان دي غوزمان على موقع Soccerway.com (الإنجليزية)
- جوليان دي غوزمان على موقع عالم كرة القدم.نت (الإنجليزية)
- جوليان دي غوزمان على موقع كووورة